# メッセンジャー&なるみの大阪ワイドショー
『メッセンジャー&なるみの大阪ワイドショー』（メッセンジャーアンドなるみのおおさかワイドショー）は毎日放送（MBS）で毎週木曜日23:53 - 翌0:59（JST）に放送されていたバラエティ番組であり、メッセンジャーとなるみの冠番組でもある。2014年4月17日より放送を開始した。

## 概要
番組では、大阪人のおばちゃん目線から選んだ社会問題、政治、経済から芸能、スポーツまであらゆるジャンルの中から徹底を調査するワイドショー的なバラエティである。2012年12月22日に単発番組（過去3回）として放送され、好評につき2014年4月よりレギュラー化が決定。
メッセンジャーが冠番組にレギュラー出演するのは、『メッセ弾』（テレビ大阪、2006年 - 2009年）以来、5年ぶりとなる。
2014年11月6日から番組をリニューアルし、司会が黒田になるとともに、関西の「Why?」と思える情報を紹介する番組になった。
2015年春の番組改編で終了、新たに新番組『メッセンジャーの○○は大丈夫なのか?』が4月23日からスタートする。

## 出演者

### 司会（2014年10月まではパネリスト）
- 黒田有（メッセンジャー）

### パネリスト（2014年10月までは司会）
- あいはら雅一（メッセンジャー）
- なるみ

### アシスタント
- 武川智美（MBSアナウンサー）

### ナレーション
- 加藤康裕（MBSアナウンサー）
- いたはゆか

過去
- 関岡香（MBSアナウンサー、2014年10月まで）
- 田丸一男（MBSアナウンサー） - レギュラー版以降

## ネット局
| 放送対象地域   | 放送局            | 系列    | 放送開始日    | 放送日時            | 遅れ       | 備考                            |
| -------------- | ----------------- | ------- | ------------- | ------------------- | ---------- | ------------------------------- |
| 近畿広域圏     | 毎日放送（MBS）   | TBS系列 | 2014年4月17日 | 木曜 23:53 - 翌0:59 | 制作局     |                                 |
| 岡山県・香川県 | 山陽放送（RSK）   | TBS系列 | 2014年4月17日 | 木曜 23:53 - 翌0:59 | 同時ネット | 2014年9月18日をもって打ち切り。 |
| 愛媛県         | あいテレビ（ITV） | TBS系列 | 2014年4月17日 | 木曜 23:53 - 翌0:59 | 同時ネット |                                 |

## スタッフ

### 特番
2014年3月12日放送時点
- 構成：やまだともカズ
- リサーチ：高井梓、山本らん
- スタジオ
  - TM：永松良仁（MBS）
  - TD／SW：室谷佳宏（MBS）
  - CAM：桂将太（MBS）
  - VE：濱端俊介（関西東通）
  - MIX：大谷紗代（MBS）
  - LD：吉田和之（MBS）
- ロケ
  - CAM：寺岡憲一（トラッシュ）
  - MIX：望月裕梨香（トラッシュ）
- TK：森田弘美
- 美術：上中普雄・中西勇二（2人共MBS）
- 美術進行：荒井春佳
- タイトル：宮本由紀子（MBS企画）、広瀬康次郎
- EED：寺下智・三木嘉彦（2人共MBS）、渡辺裕也（チョコフィルム）、上田重樹・徳安悠治（2人共トラッシュ）
- テロップ：和久田智世（チョコフィルム）
- MA：田口雅敏
- 編成：川原秋呼（MBS）
- 宣伝：渡邊優子（MBS）
- 協力：BR PRO、レッドウルフ、ホーリーズエンタープライズ、オフィス自由本舗、東通企画、トラッシュ、かえるフィルム、チョコフィルム、WITH YOU、戯音工房、関西東通、MBS企画、サウンドエースプロダクション、アーチェリープロダクション、グリーンアート、堺かつら、新光企画、高津商会、インターナショナルクリエイティブ、東京衣裳、MORE、京阪商会、ステッププラン
- AD：岩田充弘（ゾフィープロダクツ）、加島あずさ
- AP：並河由夏
- ディレクター：安達澄子・渡邉恒史・景山輝之（3人共ゾフィープロダクツ）、中井英雄、佐藤麻衣子（ゾフィープロダクツ）、黒川和樹、堀田真範（ホーリーズエンタープライズ）、浅田靖（かえるフィルム）、長渕純
- チーフディレクター：山下純平（ゾフィープロダクツ）
- プロデューサー：長谷川昌男・新堂裕彦（2人共MBS）、田尻麻衣（よしもとクリエイティブ・エージェンシー）、紺田啓介（ゾフィープロダクツ）
- 製作著作：吉本興業、ゾフィープロダクツ、MBS（毎日放送）

### レギュラー版
※：2014年11月から加入
- 構成：やまだともカズ、寺本覚※、稲見周平※
- リサーチ：亀田貴誠※、高井梓、山本らん
- TM：永松良仁（MBS）
- TD／SW：室谷佳宏（MBS）
- CAM：福本くらら（MBS）
- VE：梅野賢信（MBS）
- MIX：金谷宣宏（MBS）
- LD：吉田和之（MBS）
- TK：白石純子※
- 美術：中西勇二（MBS）
- 美術進行：荒井春佳
- タイトル：広瀬康次郎、才川真一※
- EED：寺下智・川上忠士（2人共MBS）、渡辺裕也（チョコフィルム）
- MA：山本大輔
- テロップ：和久田智世（チョコフィルム）
- イラスト：川崎あっこ※
- 編成：長谷川昌男・川原秋呼（2人共MBS、長谷川→2014年6月まではプロデューサー、同年7月から編成）
- 宣伝：冨田潤（MBS）※
- WEB：塩濱誠彦・杉村健太（2人共MBS）
- 協力：東通企画、戯音工房、ホーリーズエンタープライズ、ルーク※、ワイワイワイ※、オフィス自由本舗、エビスラボ※、チョコフィルム、イングス、関西東通、放送映画製作所、サウンドエースプロダクション、アーチェリープロダクション、MBS企画、新光企画、高津商会、東京衣裳、堺かつら、グリーンアート、ステッププラン、インターナショナルクリエイティブ、MORE
- AD：岩田充弘（ゾフィープロダクツ）、濵上佑太、吾妻真由子、浅川和也、小林陽平
- AP：松本みゆき（MBS）、並河由夏
- ディレクター：安達澄子・渡邉恒史・山下純平・景山輝之（4人共ゾフィープロダクツ、山下→以前はチーフディレクター）、堀田真範（ホーリーズエンタープライズ）、笠原健広（ルーク）、中井英雄、亀山陽平
- 演出：中山翔太（MBS、以前はディレクター→チーフディレクター）
- プロデューサー：新堂裕彦（MBS）、吉田典代（よしもとクリエイティブ・エージェンシー）、紺田啓介（ゾフィープロダクツ）
- 制作協力：ゾフィープロダクツ
- 制作：よしもとクリエイティブ・エージェンシー
- 製作著作：MBS（毎日放送）

過去のスタッフ
- VE：上田一路（MBS）
- ロケ
  - CAM：西川真（キャミックス）
  - MIX：野口正弘（ターザン）、西口優太
- TK：森田弘美
- 美術：上中普雄（MBS）
- タイトル：宮本由紀子（MBS企画）
- 宣伝：渡邊優子（MBS）
- WEB：荒木崇（MBS）
- 協力：一歩本舗、BR PRO、ターザン、キャミックス
- AD：加島あずさ
- ディレクター：佐藤麻衣子（ゾフィープロダクツ）、黒川和樹、空口一城、藤光佳考
- プロデューサー：田尻麻衣（よしもとクリエイティブ・エージェンシー）